# 杉山夏穂
杉山 夏穂（すぎやま かほ、2000年7月6日 - ）は、日本の女子バスケットボール選手である。ポジションはシューティングガード。Wリーグの新潟アルビレックスBBラビッツ所属。

## 来歴
新潟市出身。
白山小学校3年でバスケットボールを始める
新潟清心女子高校では3年時の北信越総体ベスト4。
山梨学院大では4年時にインカレベスト8。
2023年、新潟アルビレックスBBラビッツに加入。チームでは2020年引退した山澤恵以来の県出身選手となる。